# Wojciech Wala
Wojciech Wala (ur. 19 lutego 1965 w Świecy, zm. 18 września 2024) – polski zapaśnik, olimpijczyk z Seulu 1988.
Zawodnik walczący w wadze ciężkiej w stylu wolnym.
Uczestnik mistrzostw świata w roku 1987, podczas których zajął 11. miejsce.
Uczestnik mistrzostw Europy: w roku 1987 i w roku 1988 podczas których zajmował 6. miejsca oraz w roku 1995 podczas których zajął 4. miejsce.
Na igrzyskach w Seulu wystartował w kategorii ciężkiej odpadając w eliminacjach.